# Pierre de Ronsard
Pierre de Ronsard (ur. 11 września 1524 w zamku Possonnière (Couture-sur-Loir), zm. 27 grudnia 1585 w opactwie Saint-Cosme-en-l'Isle w gminie La Riche) – poeta francuski, główny przedstawiciel renesansowej poezji francuskiej, przywódca Plejady, nazywany księciem poetów.

## Życiorys
Pochodzący z arystokratycznej rodziny Ronsard już jako nastolatek zaczął karierę na dworze królewskim, wpierw jako paź następcy tronu Franciszka, a po jego śmierci w 1536 r. - w służbie księcia Karola Orleańskiego, młodszego brata Franciszka oraz ich siostry Magdaleny, małżonki króla Szkocji Jakuba V. Pobyt na dworze oraz częste podróże między Francją, Anglią i Szkocją, misje dyplomatyczne w Niderlandach i Niemczech i kontakty z intelektualną elitą tych krajów wpłynęły na jego zainteresowanie poezją. Dworską i dyplomatyczną karierę przerwała jednak ciężka choroba, po której Ronsard częściowo ogłuchł. W 1543 r. przyjął święcenia kapłańskie, pozostając jednak w otoczeniu Karola Orleańskiego; po jego śmierci związał się z następcą tronu Henrykiem, przyszłym Henrykiem II. W tym okresie intensywnie rozwijał swą znajomość klasyków łacińskich i greckich pod kierunkiem wybitnych ówczesnych humanistów, takich jak Jean Dorat. Od 1550 r. zaczęły pojawiać się wydania jego poezji. W 1559 r. został doradcą i spowiednikiem króla Karola IX. Otrzymywał kolejne stanowiska kościelne, najpierw jako proboszcz (Mareuil-lès-Meaux, Challes), a potem przeor klasztorów w Croixval (Ternay) i Saint-Cosme (od 1565), gdzie spędził ostatnie miesiące życia.

## Twórczość
W swojej twórczości, doskonałej formalnie, nasyconej erudycyjnymi aluzjami wprowadził do poezji francuskiej formy antyczne (ody, elegie, hymny czy epopeje) oraz włoskie sonety miłosne inspirowane przez Petrarkę. To właśnie dwa zbiory sonetów: Do Marii i Na śmierć Marii ugruntowały jego sławę. Był poetą opiewającym subtelne doznania miłosne i erotyczne. Podobnie jak w wierszach Petrarki, również w jego lirykach dominują uczuciowość i emocjonalizm.
W duchu epikureizmu opisywał piękno kobiet, przyrody, a także wysławiał radość życia i ulotność szczęścia.
W jego poezji można również znaleźć echa ówczesnych wydarzeń politycznych; w konflikcie religijnym rozdzierającym Francję przez całą drugą połowę XVI wieku Ronsard opowiedział się zdecydowanie za stronnictwem katolickim, uważał jednak, że protestanci nie powinni być prześladowani za swoją wiarę. Napisał także niedokończoną epopeję Francjada (La Franciade, 1572), opowiadającą przygody Francusa, w rzeczywistości Astianaksa, syna Hektora, który po ucieczce z Troi podbija Galię i zakłada dynastię, której potomkami będą francuscy królowie.

### Dzieła
- Les Amours de Cassandre (Miłość Kasandry) (1550)
- Odes (1551–1552)
- Le Bocage royal (1551–1554)
- Les Hymnes (1556)
- Poèmes (1560–1573)
- Discours des misères de ce temps (1562)
- Institution pour l'adolescence du roi très chrétien Charles neuvième du nom (1562)
- Les Amours d'Hélène (1578)